# Ophiomyia parva
Ophiomyia parva är en tvåvingeart som beskrevs av Spencer 1986. Ophiomyia parva ingår i släktet Ophiomyia och familjen minerarflugor.
Artens utbredningsområde är New Mexico. Inga underarter finns listade i Catalogue of Life.